# Francmaçoneria

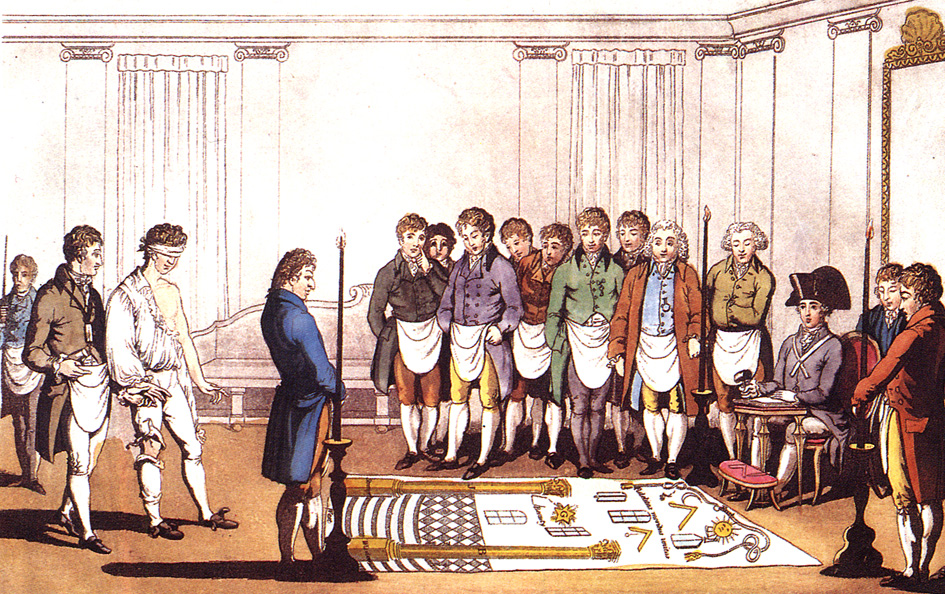

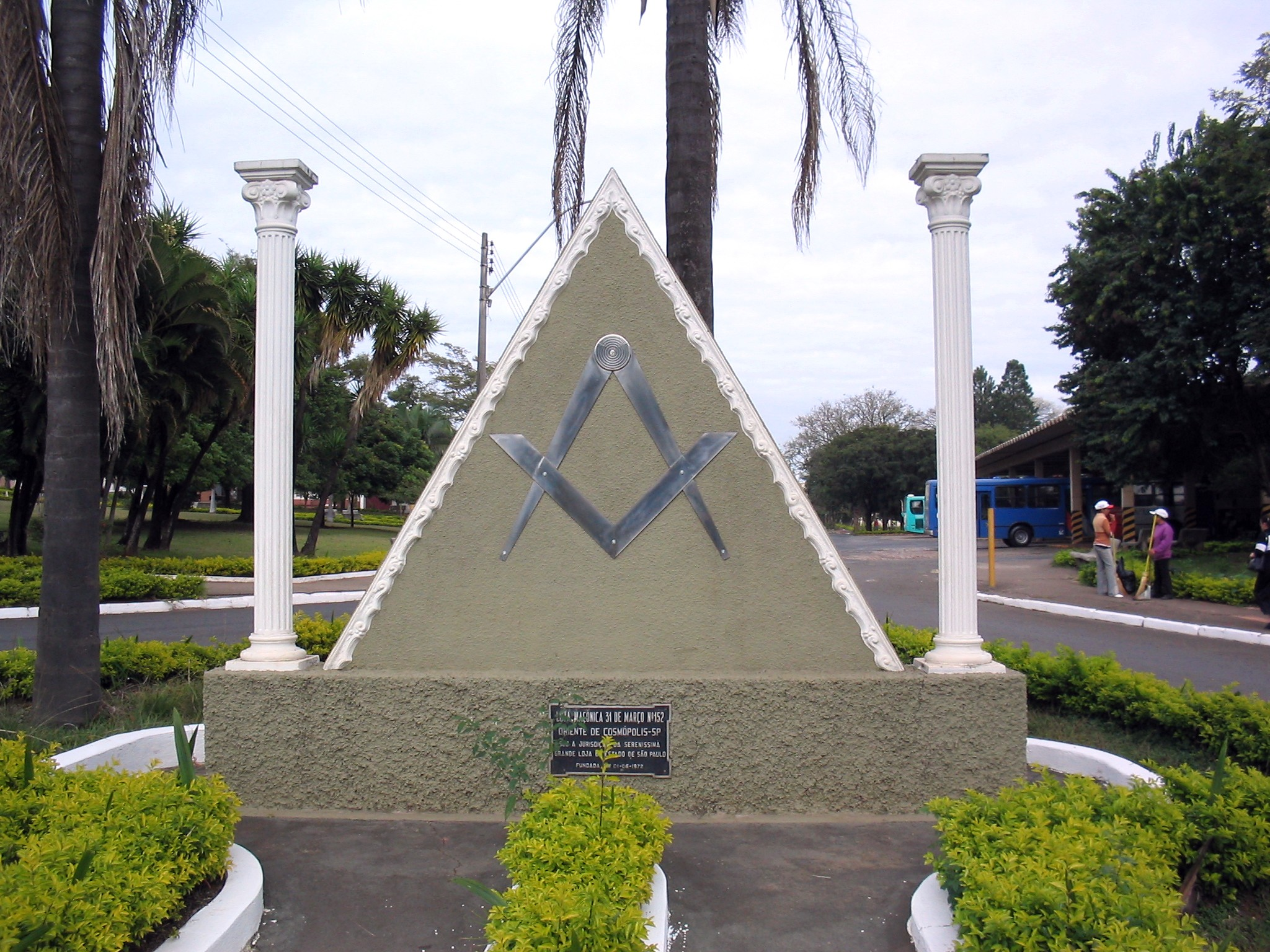
Escultura de l'escaire i el compàs, símbol oficial de la francmaçoneria

La francmaçoneria (en francès, franc-maçonnerie i en anglès, free-masonry) o maçoneria és una societat secreta d'àmbit internacional i d'orientació filantròpica i humanista, formada per agrupacions anomenades tallers o lògies.

## El tractament de la francmaçoneria
La francmaçoneria universal pot ser considerada més com un ideal que com una realitat unitària, ja que al llarg de la història hi ha hagut diversitat d'organitzacions maçòniques i de tendències doctrinàries, les característiques comunes de les quals serien les següents:
1. La seva finalitat: el perfeccionament de l'ésser humà i de la humanitat.
2. Els principis humanistes de llibertat, igualtat, fraternitat i tolerància, entre d'altres.
3. La utilització, com a mecanisme educatiu, de símbols basats en eines de la construcció.
4. L'ingrés mitjançant una cerimònia d'iniciació.
5. L'organització gradual, en la qual els graus d'aprenent, company i mestre són comuns a tots els sistemes maçònics.
6. El seu caràcter reservat, tot i que en temps recents s'ha donat a conéixer més a la societat en general.

Alguns temes rellevants sobre els quals hi ha punts de vista diferents entre els maçons són: què és i què no és la francmaçoneria, els continguts de la filosofia o doctrina maçònica, i la història de la maçoneria. Temes de gran divergència de criteris entre els maçons són: dona i maçoneria, política i maçoneria, religió i maçoneria, i "regularitat" maçònica.

## La paraula «francmaçó»

L'escaire i el compàs. La lletra G fa referència al Gran Arquitecte de l'Univers

El mot francmaçó és un manlleu del francès, amb equivalents semblants en altres idiomes, pres en préstec de l'anglès freemason. Mot compost de free, en anglès per a franc, lliure i mason, «mestre d'obres. Una traducció literal d'aquest seria mestre d'obres lliure». Al seu torn, la paraula constructor, en el context maçònic operatiu, es referia des dels obrers fins als arquitectes, i incloïa també els artistes que intervenien en les construccions.
Històricament, francmaçons van ser denominats els constructors, especialment de catedrals gòtiques, durant l'edat mitjana. Si bé hi ha una hipòtesi que sosté que el terme "franc" es refereix a una pedra d'especial qualitat, pareix que aquest terme fa relació al fet que no es tractava de qualsevol tipus de constructors, sinó de constructors "lliures", és a dir, que gaudien de furs o de llibertats especials.
En efecte, aquests constructors no sols gaudien d'unes llibertats que els permetien desplaçar-se entre diferents ciutats, i sobretot de la llibertat d'associació i de reunió en reserva, tot açò en el context de l'Europa medieval; sinó que, a més a més, es considera que el nivell de coneixements científics que requerien les construccions i la llibertat de reunió en reserva els van permetre l'exercici de les llibertats de pensament i d'expressió, bases per al desenvolupament d'unes concepcions que no necessàriament coincidien amb les oficials de la societat en què es trobaven immersos, però que les guardaven, per seguretat, en el major secret.
És per açò que, en l'actualitat, alguns maçons prefereixen usar el terme francmaçó, per a fer al·lusió a la seua condició de persones lliures o lliurepensadores; alliberades, o en procés d'alliberament, de dogmes i prejudicis.

## Fonts filosòfiques i orígens

Emblema maçònic tradicional trobat a lògies catalanes del

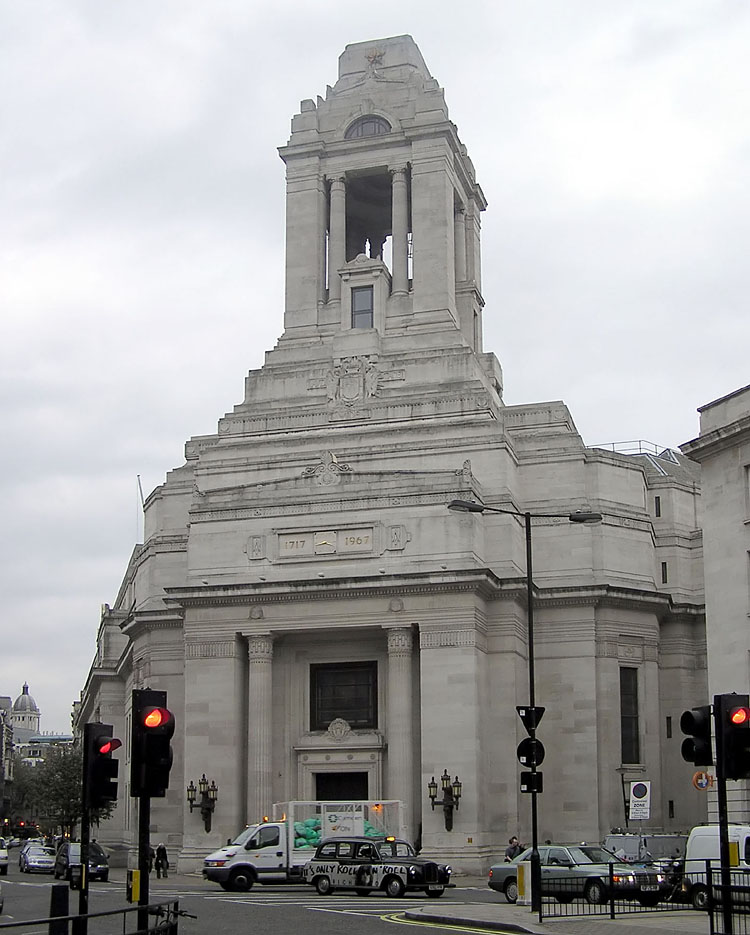
Seu de la Gran Lògia Unida d'Anglaterra

## Principals corrents

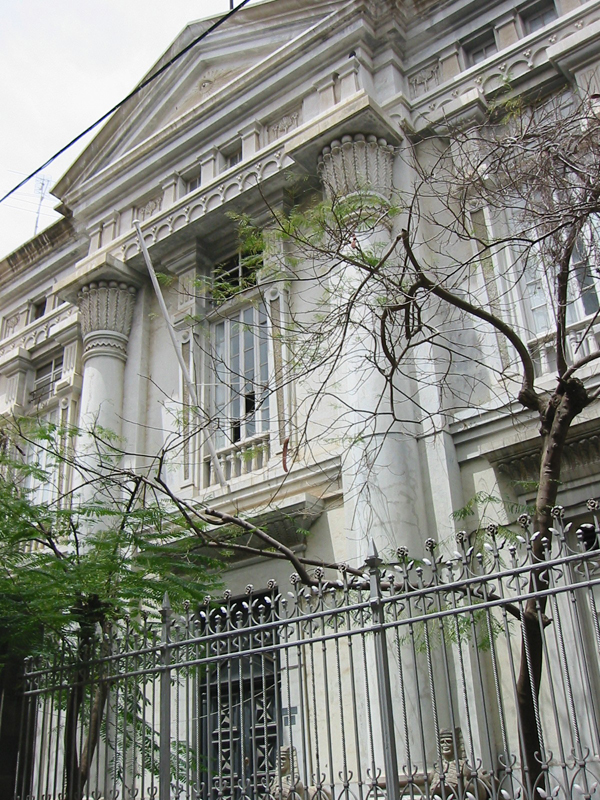
Temple Maçònic de Santa Cruz de Tenerife